# Gyrinus thurtarus
Gyrinus thurtarus là một loài bọ cánh cứng trong họ van Gyrinidae. Loài này được Ali & Jasim miêu tả khoa học năm 1989.